# Дипиняно
Дипиня̀но (на италиански: Dipignano) е малко градче и община в Южна Италия, провинция Козенца, регион Калабрия. Разположено е на 723 m надморска височина. Населението на общината е 4506 души (към 2010 г.).